# マクシミリアン・ツー・ザルム＝ザルム
マクシミリアン・フリードリヒ・エルンスト・ツー・ザルム＝ザルム（Maximilian Friedrich Ernst Prinz zu Salm-Salm, 1732年11月28日 - 1773年9月14日）は、ドイツ＝ベルギー系の貴族、軍人。ザルム＝ザルム侯、ホーホストラーテン公爵。ハプスブルク帝国軍に仕え、帝室侍従、墺領ルクセンブルク総督、皇帝軍陸軍中将の任にあった。同時にオーバーライン・クライス軍の陸軍中将でもあった。

## 生涯
ザルム侯ルートヴィヒ・オットーの長女ドロテア（1702年 - 1751年）とその夫で分家筋のザルム＝ホーホストラーテン伯ニコラウス・レオポルトの間の次男として生まれた。1738年祖父が死ぬと、婿入りしていた父がザルム侯家の所領と資産を相続し、ザルム＝ザルム侯位を授けられた。幼くしてマルタ騎士団の騎士、ケルン大司教座聖堂参事会員に名を連ねた。父が名誉連隊長を務める皇帝軍第14歩兵連隊所属の大尉に任官。1755年中佐、1758年大佐、1763年少将と順調に出世した。1749年フーベルトゥス勲章、1758年マリア・テレジア軍事勲章、1772年金羊毛勲章を受章している。七年戦争に従軍してコリンの戦い参加時に負傷。1759年ボヘミア西部アシュでの小規模戦闘に敗れ、プロイセン軍の捕虜となった。
1770年父が死去、長男である兄ルートヴィヒが聖職禄を保有する聖職者だったため、父は遺言で次男マクシミリアンを後継者に指名していたが、ルートヴィヒは還俗して家督を継ぐことを主張、兄弟の跡目争いは帝国最高法院での訴訟に発展した。1771年6月5日、パリにて兄弟の和解が成立し、兄ルートヴィヒがザルム＝ザルム家の家督と資産を継承したが、マクシミリアンにはホーホストラーテン公爵の称号と所領の相続が認められた。1773年、40歳で死去。1778年ルートヴィヒが子供のないまま死ぬと、マクシミリアンの息子コンスタンティンが伯父のザルム＝ザルム侯位を引き継いだ。

## 子女
1756年母の妹クリスティーネとその早世した夫ヘッセン＝ローテンブルク方伯世子ヨーゼフの次女マリー・ルイーゼ（1729年 - 1800年）と結婚。叔母クリスティーネと父ニコラウス・レオポルトは、互いの連れ合いを亡くした後の1753年に再婚していた。マクシミリアンとマリー・ルイーゼの夫婦には7人の子が生まれた。
- ニコラウス・レオポルト（1760年 - 1768年）
- コンスタンティン・アレクサンダー・ヨーゼフ・ヨハン・ネポムク（1762年 - 1828年） - ザルム＝ザルム侯
- ルートヴィヒ（1765年）
- ゲオルク・アダム・フランツ（1766年 - 1834年） - オーストリア帝国陸軍騎兵大尉
- ヴィルヘルム・フロレンティン・フリードリヒ（1769年 - 1824年） - ケルン、ストラスブール、シュパイヤー司教座聖堂参事会員
- ルートヴィヒ・オットー・オスヴァルト（1772年 - 1822年） - サルデーニャ陸軍大佐
- マリア・アンナ・ヘンリエッタ（1773年 - 1776年）

## 引用
1. ↑  Jaromir Hirtenfeld: Der Militär-Maria-Theresien-Orden und seine Mitglieder, Kaiserliche Hof- und Staatsdruckerei, Wien 1857, S. 1727–1728.
2. ↑  Emanuel zu Salm-Salm: Die Entstehung des fürstlich Salm-Salm'schen Fideikommisses unter besonderer Berücksichtigung der vor den höchsten Reichsgerichten geführten Prozesse bis zum Pariser Brüdervergleich vom 5. Juli 1771, Universität Münster, Dissertation 1995, ISBN 3-8258-2605-8
3. ↑  Emanuel Weber, Neues genealogisches Taschenbuch. - Wien, Tandler 1820-21, S.170, Digitalisat